# 秦岭镇
秦岭镇，是中华人民共和国甘肃省天水市秦州区下辖的一个乡镇级行政单位。
2016年，甘肃省民政厅批复同意撤销秦岭乡，设立秦岭镇。

## 行政区划
秦岭镇下辖以下地区：
中心村、关砚村、新民村、马鞍山村、黄集寨村、白集寨村、竹林村、龙集寨村、虎林村、中峪村、大庄村、胡家山村、石家河村、董集寨村、梁家门村、梨树村、罗家河村、斜坡村和麻山头村。